# Папужник
Папу́жник (Erythrura) — рід горобцеподібних птахів родини астрильдових (Estrildidae). Представники цього роду мешкають в Південно-Східній Азії, Австралазії і Океанії.

## Опис
Папужники — невеликі птахи, середня довжина яких становить 10-15 см, а вага 9,8-24 г. Вони мають переважно зелене забарвлення, багато видів мають сині або червоні плями на голові, а також червону гузку, надхвістя і хвіст. Хвости у більшості видів папужників відносно довгі, загострені.
Папужники живуть у вологих тропічних лісах, в бамбукових заростях і на луках. Деякі види трапляються в садах і на плантаціях. Папужники зустрічаються зграйками, живляться насінням бамбука, однорічних і багаторічних трав'янистих рослин. Вони часто доповнюють свій раціон комахами та їх личинками.

## Види
Виділяють дванадцять видів:
- Папужник довгохвостий (Erythrura prasina)
- Папужник лусонський (Erythrura viridifacies)
- Папужник бамбуковий (Erythrura hyperythra)
- Папужник новокаледонський (Erythrura psittacea)
- Папужник фіджійський (Erythrura pealii)[6]
- Папужник королівський (Erythrura regia)[7]
- Папужник червоноголовий (Erythrura cyaneovirens)
- Папужник віті-левуйський (Erythrura kleinschmidti)
- Папужник тиморський (Erythrura tricolor)
- Папужник мінданайський (Erythrura coloria)
- Папужник новогвінейський (Erythrura papuana)
- Папужник синьощокий (Erythrura trichroa)

## Етимологія
Наукова назва роду Erythrura походить від сполучення слів дав.-гр. ερυθρος — червоний і ουρα — хвіст.